# Бурджоглы
Бурджоглы (бурджоглу, от тюрк.; böri — волк; бурчевичи русских летописей) — племенное объединение половцев, в XII веке локализуемое на левобережье Днепра, у рек Самара и Волчья. В русских летописях иногда противопоставляются лукоморским половцам, тяготеющим, в отличие от бурчевичей, к правому, западному берегу Днепра.
Бурчевичи участвовали в удачной битве на Вагре против венгров (1099), неудачной битве на Орели против русских князей (1184).
Видными представителями считаются Боняк, Осолук, Белюк, Изай Билюкович, возможно Гзак. С. А. Плетнёва, читая ольбурлик как эль-бури, относит к бурчевичам и Бачмана, ассоциированного в рассказе Джувейни с собакой и волком, а волк был животным-покровителем рода бурчевичей. «Повесть временных лет» рассказывает о битве на Вагре: …остановились на ночлег; и когда наступила полночь, встал Боняк, отъехал от воинов и стал выть по-волчьи, и волк ответил воем на вой его, и завыло множество волков. Боняк же, вернувшись, поведал Давыду, что «победа у нас будет над венграми завтра».